# 美女與野獸：貝兒的奇幻世界
《美女與野獸：貝兒的奇幻世界》（英語：Beauty and the Beast: Belle's Magical World）是迪士尼動畫工作室於1998年2月17日發售的錄影帶首映動畫作品。該作為1991年上映的迪士尼第30部長篇動畫電影《美女与野兽》（Beauty and the Beast）的衍生故事，故事發生在贝儿被關在城堡中與野獸相處的那段時間，整部作品原本由三個短篇故事所構成，後來在2003年發行的特別版DVD中，又新增了原本收錄在其他錄影帶中的短篇故事“茶煲太太的派對（Mrs. Pott's Party）”。
台灣於1999年12月在台灣迪士尼頻道首播。錄影帶在1998年11月發行。

## 配音員
| 配音                 | 配音   | 配音   | 角色                           |
| 英語                 | 國語   | 粤語   | 角色                           |
| -------------------- | ------ | ------ | ------------------------------ |
| 戴维·奥格登·施蒂尔斯 | -      | 羅君左 | 旁述（Narrator）               |
| 佩吉·奥哈拉          | -      | 郭碧珍 | 貝兒（Belle）                  |
| 罗比·本森            | 杜德勳 | 高翰文 | 野獸（Beast）                  |
| 安妮·罗杰斯          | 崔幗夫 | 陳麗卿 | 茶煲太太（Mrs. Potts）         |
| 杰里·奥尔巴赫        | 姜先誠 | 葉振邦 | 盧米亞（Lumiere）              |
| 戴维·奥格登·施蒂尔斯 | 胡大衛 | 吳錦源 | 葛士華（Cogsworth）            |
| 格雷戈里·格鲁特      | -      | 張裕東 | 亞齊（Chip）                   |
| 艾普尔·温切尔        | -      | 龍寶鈿 | 卓黛麗（Chandeleria）          |
| 吉姆·卡明斯          | -      | 龍天生 | 拉寶麗（Tubaloo）              |
| 杰夫·本内特          | -      | 李建良 | 奇連（Crane）                  |
| 吉姆·卡明斯          | -      | 甄錦華 | 韋斯達（Webster）              |
| 乔·安妮·沃利         | -      | 謝月美 | 衣櫃（Armoire the Wardrobe）   |
| 金米·罗伯特森        | -      | 莫蒨茹 | 菲菲（Fifi the Featherduster） |
| 吉姆·卡明斯          | -      | 龔國強 | 大廚師（Chef Bouche）          |
| 弗兰克·维尔克        | -      | 陳安瑩 | 桑迪（Sultan the Footstool）   |
| 罗伯·鲍森            | -      | 潘文柏 | 泰斯（Tres）                   |
| 杰夫·本内特          | -      | 關信培 | 費比（Frappe）                 |
| 艾普尔·温切尔        | -      | 李建良 | 手風琴（Concertina）           |

## 歌曲
- 《兩心互應》 - 主唱：楊淑貞（粵語）
- 《一點心思》 - 主唱：楊淑貞（粵語）

## 配音製作人員
粵語版工作人員
- 導演：謝月美
- 翻譯：黃國新
- 音樂指揮：陶贊新
- 填詞：陶贊新
- 製作/錄音室：創聲配音製作公司
- 監製：周德鳴
- 粵語版製作：DISNEY CHARACTER VOICES INTERNATIONAL, INC.

## 外部連結
- 美女與野獸：貝兒的奇幻世界 - 迪士尼電影版卡通 （页面存档备份，存于）（繁體中文）
- 美女與野獸：貝兒的奇幻世界 - 迪士尼電影資料庫 （页面存档备份，存于）（繁體中文）
- 互联网电影数据库（IMDb）上《美女與野獸：貝兒的奇幻世界》的资料（英文）
- 豆瓣电影上《美女與野獸：貝兒的奇幻世界》的資料 （简体中文）
- AllMovie上《美女與野獸：貝兒的奇幻世界》的资料（英文）
- 爛番茄上《美女與野獸：貝兒的奇幻世界》的資料（英文）